# Rebajas de la calificación crediticia del gobierno federal de los Estados Unidos
Varias agencias de calificación crediticia de todo el mundo han rebajado sus calificaciones crediticias del gobierno federal de los Estados Unidos, incluida Standard & Poor's (S&P), que, el 5 de agosto de 2011, redujo la calificación del país de AAA (sobresaliente) a AA+ (excelente).

## 2011
El 6 de agosto de 2011, el gobierno federal de los Estados Unidos recibió, por primera vez, por Standard & Poor's (S&P), una calificación crediticia inferior a AAA (rebaja de la calificación de S&P en 2011). En abril de 2011, S&P ya había anunciado una perspectiva negativa para la calificación crediticia del gobierno de los Estados Unidos. La rebaja a AA+ se produjo cuatro días después de que el 112.º Congreso de los Estados Unidos votara a favor de elevar el techo de deuda del gobierno federal mediante la Ley de Control Presupuestario de 2011.
Posteriormente, el gobierno de EE. UU. inició una investigación sobre el papel de S&P en la calificación de varios valores respaldados por hipotecas que desempeñaron un papel en la Crisis financiera de 2007-2008. Para mejorar su relación con el gobierno de EE. UU., S&P pidió a su entonces director ejecutivo que dimitiera, de esa manera,  el 23 de agosto de 2011, apenas 18 días después de que se rebajara la calificación de EE. UU. S&P anunció que Deven Sharma dejaría el cargo de jefe de S&P a partir del 12 de septiembre de 2011 y dejaría la empresa a finales de año.
La rebaja fue criticada por el Departamento del Tesoro de los Estados Unidos, figuras políticas tanto del Partido Demócrata  como del Partido Republicano y muchos empresarios y economistas.   
Tanto Fitch Ratings como Moody's , designadas al igual que S&P como organizaciones de calificación estadística reconocidas a nivel nacional (NRSRO) por la Comisión de Bolsa y Valores de Estados Unidos (SEC), mantuvieron la calificación triple A de Estados Unidos. Sin embargo, el 2 de junio de 2011, Moody's cambió su perspectiva a negativa y, el 28 de noviembre de 2011, Fitch cambió su perspectiva a negativa. 

### Fondo
Ver también: Deuda Pública de Estados Unidos
Las cualificaciones crediticias las expiden las agencias de calificación crediticia (ACC). Una calificación crediticia asignada a la deuda soberana estadounidense es una expresión de la probabilidad que la ACC que la asigna cree que Estados Unidos pague sus deudas.
La cualificaciones crediticias asignadas a la deuda soberana estadounidense también influye en las tasas de interés que Estados Unidos tendrá que pagar por su deuda; si sus tenedores de deuda creen que la deuda será reembolsada, no tienen que valorar la posibilidad de incumplimiento en la tasa de interés. Sin embargo, estas calificaciones a veces miden cosas diferentes; por ejemplo, Moody's considera el valor esperado de la deuda en caso de incumplimiento además de la probabilidad de incumplimiento. Algunos prestamistas también tienen requisitos contractuales para mantener la deuda por encima de una determinada calificación crediticia.
Desde el momento en que la Comisión de Bolsa y Valores reconoció las tres agencias (Fitch, Moody's y S&P) como estándares hasta principios de agosto de 2011, fecha de la rebaja de la calificación de S&P a. Los títulos de la Deuda Pública de Estados Unidos disfrutaron del "estándar de oro" de las calificaciones triple A de estas tres agencias.
Agencias gubernamentales como el Government Accountability Office (Oficina de Responsabilidad Gubernamental), el Congressional Budget Office (Oficina de Presupuesto del Congreso), el Office of Management and Budget (Oficina de Administración y Presupuesto) y el Departamento del Tesoro de Estados Unidos han informado que el gobierno federal enfrenta una serie de importantes desafíos financieros.
En el corto plazo, los ingresos fiscales han disminuido significativamente debido a una grave recesión y a opciones de política fiscal, mientras que los gastos se han ampliado para guerras, seguros de desempleo y otros gastos de red de seguridad.  A largo plazo, los gastos relacionados con programas de atención médica como Medicare y Medicaid están creciendo considerablemente más rápido que la economía en general a medida que la población madura. 

### Advertencias de una degradación
El 18 de abril de 2011, la agencia de calificación estadounidense S&P emitió una perspectiva "negativa" para la calificación de la deuda soberana "AAA" (de más alta calidad) de los EE. UU. por primera vez desde que la agencia de calificación comenzó en 1860, indicando que había un tercio de posibilidades de que se redujeran la cualificación en los próximos dos años.
S&P justificó esta perspectiva negativa por el hecho de que el déficit presupuestario del gobierno era de más del 11 por ciento del Producto Interno Bruto (PIB) y la Deuda Pública de Estados Unidos que, en 2013, llegó a alrededor del 80 por ciento o más del PIB eran indicadores deficientes si se tienen en cuenta los indicadores existentes en otros países con calificación "AAA".
Entonces, según S&P, se requeriría un progreso significativo hacia el equilibrio del presupuesto para que Estados Unidos volviera a una perspectiva "estable". El comunicado de prensa de S&P decía: "Creemos que existe un riesgo material de que los responsables políticos estadounidenses no lleguen a un acuerdo sobre cómo abordar los desafíos presupuestarios a mediano y largo plazo para 2013; si no se llega a un acuerdo o no se implementa de manera significativa haría que el perfil fiscal de Estados Unidos fuera significativamente más débil que el de sus pares soberanos 'AAA'".
En junio de 2011, Moody's hizo lo mismo y advirtió que si el Congreso no elevaba rápidamente el techo de la deuda por encima de los 14,3 trillones de dólares, la agencia podría reducir la calificación de la deuda. Moody's también comentó sobre el proceso político, advirtiendo que la mayor polarización en ambos lados aumentaba el riesgo de un default.
El 14 de julio de 2011, S&P publicó una actualización de su investigación que colocaba la deuda estadounidense en una Vigilancia Crediticia de 90 días.
El 16 de julio de 2011, Egan-Jones Rating Company , una Agencia de Calificación de Riesgos más pequeña, recortó su calificación de AAA a AA+, siendo la primera Nationally Recognized Statistical Rating Organization (NRSRO) en hacerlo.

### Justificación de S&P para la rebaja
El 5 de agosto de 2011, representantes de S&P anunciaron la decisión de la compañía de otorgar por primera vez una rebaja de calificación a la deuda soberana de Estados Unidos, rebajando la calificación un nivel a "AA+", con perspectiva negativa.

#### Gobernanza y estabilidad en la formulación de políticas
S&P fue directa en su crítica al proceso de gobernanza y formulación de políticas, que llevó a Estados Unidos al borde del default como parte de la crisis del techo de deuda estadounidense de 2011 esa misma semana:
- "En términos más generales, la rebaja refleja nuestra opinión de que la efectividad, la estabilidad y la previsibilidad de las políticas y las instituciones políticas estadounidenses se han debilitado en un momento de desafíos fiscales y económicos en curso en un grado mayor de lo que imaginamos  el 18 de abril de 2011, cuando asignamos una perspectiva negativa a la calificación. Desde entonces, hemos cambiado nuestra visión sobre las dificultades para cerrar la brecha entre los partidos políticos en materia de política fiscal, lo que nos hace pesimistas sobre la capacidad del Congreso y la Administración para poder aprovechar su acuerdo esta semana en un plan de consolidación fiscal más amplio que estabilice la dinámica de la deuda del gobierno en el corto plazo".
- "La política arriesgada de los últimos meses pone de relieve lo que vemos como que la gobernanza y la formulación de políticas de Estados Unidos se están volviendo menos estables, menos efectivas y menos predecibles de lo que creíamos anteriormente. El techo legal de deuda y la amenaza de default se han convertido en moneda de cambio política en el debate político de este año, en nuestra opinión, las diferencias entre los partidos políticos han demostrado ser extraordinariamente difíciles de superar y, como lo vemos, el acuerdo resultante estuvo muy por debajo del programa integral de consolidación fiscal que algunos de los proponentes habían previsto hasta hace muy poco. Los republicanos y los demócratas sólo han podido acordar ahorros relativamente modestos en gastos discrecionales mientras delegaban al Comité Selecto decisiones sobre medidas más integrales. Parece que por ahora, los nuevos ingresos han caído en el menú de opciones de política. Además, el plan prevé sólo cambios menores en la política de Medicare y pocos cambios en otros derechos, cuya contención nosotros y la mayoría de los demás observadores independientes consideramos clave para la sostenibilidad fiscal a largo plazo.[20]

#### Ingresos
S&P revisó los supuestos de ingresos subyacentes a una de sus proyecciones futuras sobre el nivel de deuda:
- "En comparación con proyecciones anteriores, nuestro escenario base revisado ahora supone que los recortes de impuestos de 2001 y 2003, que expirarán a finales de 2012, siguen vigentes. Hemos cambiado nuestra suposición sobre esto porque la mayoría de los republicanos en el Congreso continúan resistir cualquier medida que pueda aumentar los ingresos, una posición que creemos que el Congreso reforzó al aprobar la ley".[20]

#### Mejorando la calificación
El informe se negó específicamente a adoptar una posición sobre la combinación de opciones políticas necesarias para mejorar o mantener la calificación crediticia:
- "Standard & Poor's no adopta ninguna posición sobre la combinación de medidas de gasto e ingresos que el Congreso y la Administración podrían concluir que son apropiadas para poner las finanzas de Estados Unidos sobre una base sostenible.[20]

### Críticas
Tanto los políticos demócratas como los republicanos criticaron la decisión del S&P, además de culpar al otro partido. Pocos se culparon a sí mismos a pesar de la responsabilidad bipartidista del Congreso por aprobar déficits presupuestarios desde 2002 en adelante y déficits significativos para los períodos 2012-2021 en el presupuesto federal de 2012 del presidente estadounidense Barack Obama.

#### De la administración Obama
Casi inmediatamente después de que S&P anunciara la rebaja, de la que se informó por primera vez después de las 8 p. m. de un viernes por la noche, los funcionarios de la administración Obama comenzaron a criticar públicamente la decisión de S&P.

#### De figuras políticas republicanas
Los estrategas republicanos culparon a la intransigencia demócrata por la decisión de la agencia de calificación, y muchos candidatos presidenciales republicanos culparon a las acciones de Obama:
- Tim Pawlenty: Pawlenty culpó a Obama, calificándolo de "inepto a la hora de crear las condiciones para la creación de empleo y el crecimiento económico". Pidió una nueva dirección y presidente.
- Jon Huntsman: Huntsman culpó al “gasto fuera de control y la falta de liderazgo en Washington” y señaló que el país necesita “un nuevo liderazgo en Washington comprometido con la responsabilidad fiscal, un presupuesto equilibrado y políticas favorables al empleo”.
- Mitt Romney: Romney culpó del fracaso del "liderazgo económico" de Obama. Señaló que "la única manera de que las cosas mejoren es con un nuevo liderazgo en la Casa Blanca".
- Michele Bachmann: Bachmann señaló que Obama "ha destruido la calificación crediticia de los Estados Unidos a través de sus políticas económicas fallidas y su incapacidad para controlar el gasto público elevando el techo de la deuda". Pidió a Obama que busque la dimisión del secretario del Tesoro estadounidense, Timothy Geithner, y que "presente un plan con una lista de recortes para equilibrar el presupuesto de este año, dar un giro a nuestra economía y poner a los estadounidenses de nuevo a trabajar".[4]

#### De figuras políticas demócratas
Los políticos demócratas culparon de la rebaja a los republicanos o a elementos del Partido Republicano.
El senador John Kerry se refirió a esto como la "rebaja del Tea Party", culpando a la intransigencia republicana en materia de ingresos y al desprecio por las consecuencias de un impago.

#### De comentaristas
Además de las críticas de la administración Obama, varios comentaristas liberales, entre ellos el multimillonario Warren Buffett y el premio Nobel Paul Krugman , también criticaron la rebaja. El cineasta Michael Moore exigió a Obama "mostrar agallas" y hacer arrestar al director de Standard & Poor's.   
Según el periodista Mike Allen: "Como resultado de un error en la construcción de los niveles de gasto discrecional subyacentes al análisis, el déficit fue $2 trillones mayor en 10 años de lo que la Oficina de Presupuesto del Congreso estimaría. El Tesoro señaló la discrepancia a S&P, que admitió una error."
Los comentaristas señalaron que una rebaja podría dar lugar a un aumento de las tasas de interés necesarias para financiar la deuda estadounidense, lo que podría aumentar los costos de los intereses.
Un editorial de Bloomberg del 7 de agosto de 2011 mencionó que varios otros países restaron importancia a la rebaja.

### Consecuencias del mercado
El 8 de agosto de 2011, los mercados bursátiles mundiales cayeron, tras el anuncio. Los tres principales índices bursátiles estadounidenses cayeron entre cinco y siete por ciento en un día. Sin embargo, los bonos del Tesoro estadounidense, que habían sido objeto de la rebaja, en realidad subieron de precio y el dólar ganó valor frente al euro y la libra esterlina, lo que indica una huida general hacia activos seguros en medio de preocupaciones sobre una crisis de deuda europea.
Sin embargo, según información histórica de Bloomberg, el costo de asegurar las deudas estadounidenses contra el incumplimiento había aumentado de un promedio de alrededor de 25 puntos básicos en 2007 a un rango de 55 a 75 puntos básicos en 2011. [ cita necesaria ] Un costo de seguro más alto normalmente se asocia con un mayor riesgo de incumplimiento.

## 2012
En 2012, aunque ninguna de las tres principales agencias de calificación crediticia no ha rebajado la calificación, Egan-Jones bajó la calificación dos veces más. Después de su recorte inicial de calificación el 16 de julio de 2011, de AAA a AA+, el 5 de abril de 2012, Egan-Jones recortó su calificación por segunda vez, de AA+ a AA, "debido a la falta de cualquier progreso tangible para abordar los problemas y al aumento continuo de la deuda respecto del PIB".
El 14 de septiembre de 2012, Egan-Jones recortó su calificación por tercera vez de AA a AA−, la más baja de lo que se considera "alto grado", como reacción a la expansión cuantitativa.

## 2013
El 15 de octubre de 2013, la Fitch advirtió que podría reducir la calificación crediticia de los Estados Unidos, citando la arriesgada política sobre el aumento del techo de la deuda federal.
El 17 de octubre de 2013, la Dagong Global Credit Rating rebajó la calificación crediticia de los Estados Unidos de A a A− y mantuvo una perspectiva negativa sobre el crédito del país.

## 2014
El 21 de marzo de 2014, Fitch Ratings mejoró su perspectiva para la calificación crediticia AAA de EE. UU., sacando al país de una vigilancia a la baja después de que los políticos pospusieran otra batalla por el límite de la deuda hasta el año siguiente. La compañía, una de las tres principales firmas de calificación crediticia, cambió la perspectiva de la calificación a estable desde una vigilancia negativa implementada en octubre.

## 2019
En enero de 2019, Fitch Ratings advirtió que un cierre prolongado del gobierno federal de los Estados Unidos en 2018-19 podría provocar una rebaja de la calificación crediticia Triple-A de los Estados Unidos si los legisladores no podían aprobar un presupuesto o gestionar el techo de la deuda. Esto, a su vez, haría que los préstamos fueran más costosos para las empresas y los hogares estadounidenses, porque es el punto de referencia para muchas otras líneas de crédito.

## 2020
En julio de 2020, Fitch Ratings reafirmó las calificaciones de incumplimiento actual en moneda extranjera y local a largo plazo en AAA, pero revisó la perspectiva de estable a negativa. Fitch señaló que Estados Unidos se benefició de la emisión de deuda en la moneda de reserva mundial, pero destacó que el gobierno estadounidense tenía la deuda más alta de cualquier soberano con calificación AAA y que no había un plan de consolidación fiscal creíble tras el choque económico causado por la pandemia de COVID-19. Predijeron que la deuda pública superaría el 130% del PIB para 2021.

## 2023
El 24 de mayo de 2023, en respuesta a la crisis del techo de deuda de Estados Unidos de 2023, Fitch colocó su calificación AAA en vigilancia negativa, advirtiendo que "han aumentado los riesgos de que el límite de deuda no se eleve o suspenda antes de la fecha x y, en consecuencia, que el gobierno podría comenzar a incumplir los pagos de algunas de sus obligaciones". La agencia advirtió que un incumplimiento rebajaría la calificación de los valores afectados a 'D', mientras que otras letras del Tesoro podrían caer a 'CCC' o 'C'.
El 1 de agosto de 2023, Fitch rebajó la calificación crediticia a largo plazo de EE. UU. a AA+ desde AAA. Después de la rebaja, los economistas argumentaron que tasas de interés más altas resultarán en tasas hipotecarias más altas y también afirman que depender de financiamiento extranjero puede tener implicaciones económicas riesgosas.